# Jerzy Ryszard "Jurry" Zieliński
Jerzy Ryszard "Jurry" Zieliński (1943-1980) là một họa sĩ và nhà thơ người Ba Lan.
Zieliński sinh tại Kazimierzów, hạt Opoczno, Ba Lan, vào năm 1943. Ông tốt nghiệp Học viện Mỹ thuật Warsaw năm 1968 với bằng tốt nghiệp hội họa. Ông qua đời ở Warsaw vào năm 1980.
Phong cách nghệ thuật của ông được lấy cảm hứng từ nghệ thuật pop và Art Nouveau, và tác phẩm của ông đã truyền cảm hứng cho nhiều nghệ sĩ trẻ, chẳng hạn như các nhóm nghệ thuật Gruppa và Twożywo. Năm 1965, ông và Jan Dobkowski thành lập nhóm nghệ thuật Neo Neo Neo. Các tác phẩm nghệ thuật của ông đã được mô tả là "znaki drogowe politycznej egzystencji w PRL" ("biển chỉ dẫn cho sự tồn tại chính trị trong PRL [Cộng hòa Nhân dân Ba Lan]"). Vào năm 2010, nhân kỷ niệm 30 năm ngày mất của Zieliński, một triển lãm thư viện ảnh hai bức được tổ chức tại Bảo tàng Quốc gia ở Kraków, kỷ niệm cuộc đời và các tác phẩm của ông. Triển lãm được đi kèm với việc xuất bản một chuyên khảo dài 300 trang, trong đó phân tích ý nghĩa lịch sử và sự liên quan đương đại trong công việc của Zieliński.